# Hotei
Según las mitologías china y japonesa, Hotei (chino simplificado: 布袋; pinyin: Bùdài; literalmente, «fardo de tela» o «… ropa vieja»), Budai, Butai, Putai o Miluo Fo (chino simplificado: 彌勒佛; pinyin: Mílè fú; literalmente, «Maitreya») fue un semilegendario monje budista chán o zen de la dinastía Liang (907-923), muy popular en China y el Sudeste Asiático. No se dispone prácticamente de datos sobre su vida (un texto zen del 988 habla de un excéntrico monje que «vagaba por ahí con un saco de tela», sin aportar más detalles), con lo que ésta se vio rodeada con el paso del tiempo de incontables anécdotas y mitos.
Con arreglo a otras versiones, se trataría de una cierta recreación de un sacerdote itinerante de la dinastía Song (960-1279), llamado Ch'i-t'zu, Qici (chino simplificado: 契此; pinyin: Qì cǐ; literalmente, «este hecho») o Keishi (japonés: 契此), que vivió a caballo entre los siglos IX y X.
Especialmente en Japón, donde forma parte de los denominados «siete dioses de la fortuna», se le considera el dios de la felicidad y la abundancia, los adivinos y los taberneros, «caracterizado por un temperamento alegre, benévolo y amable, dispuesto a transportar sobre su espalda a las mujeres y a los niños a través de los ríos; se le representa con un saco a sus espaldas».
No tiene relación alguna con Buda Gautama (c. siglos VI-V a. C.), sin embargo debido a la homofonía entre "Buddha" y "Bùdài", junto con ciertas interpretaciones históricas que harán del «Buda gordo» (chino simplificado: 胖佛; pinyin: Pàng fú) o «Buda sonriente» (chino simplificado: 笑佛; pinyin: Xiào fú) la imagen por excelencia del Buda Maitreya o futuro Buda histórico.
El progresivo acercamiento de los grandes sistemas filosóficos orientales (sobre todo budismo y taoísmo) a las sociedades de Occidente ha popularizado el uso de estas pequeñas representaciones en viviendas y establecimientos públicos, bien como meros objetos decorativos o con el fin –ya dentro de un contexto esotérico– de atraer la «buena suerte», mixtificando en gran parte su papel en el entorno del pensamiento chino.

## Pensamiento

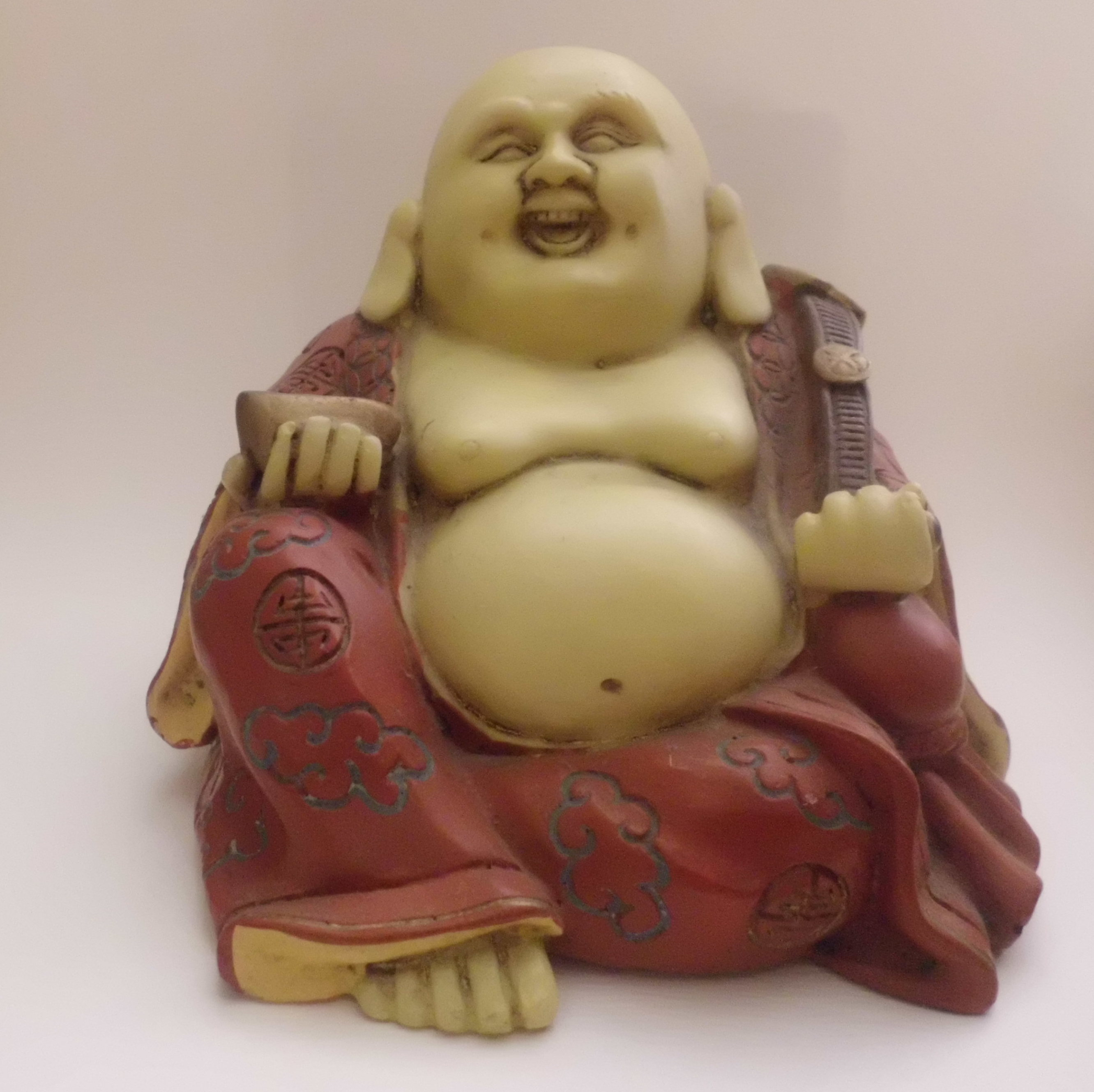
Hotei con un lingote de oro en la mano derecha y un ruyi o cetro chino en la izquierda. Además de su función ceremonial, se creía que daba a la persona que lo poseía poder y «buena fortuna».

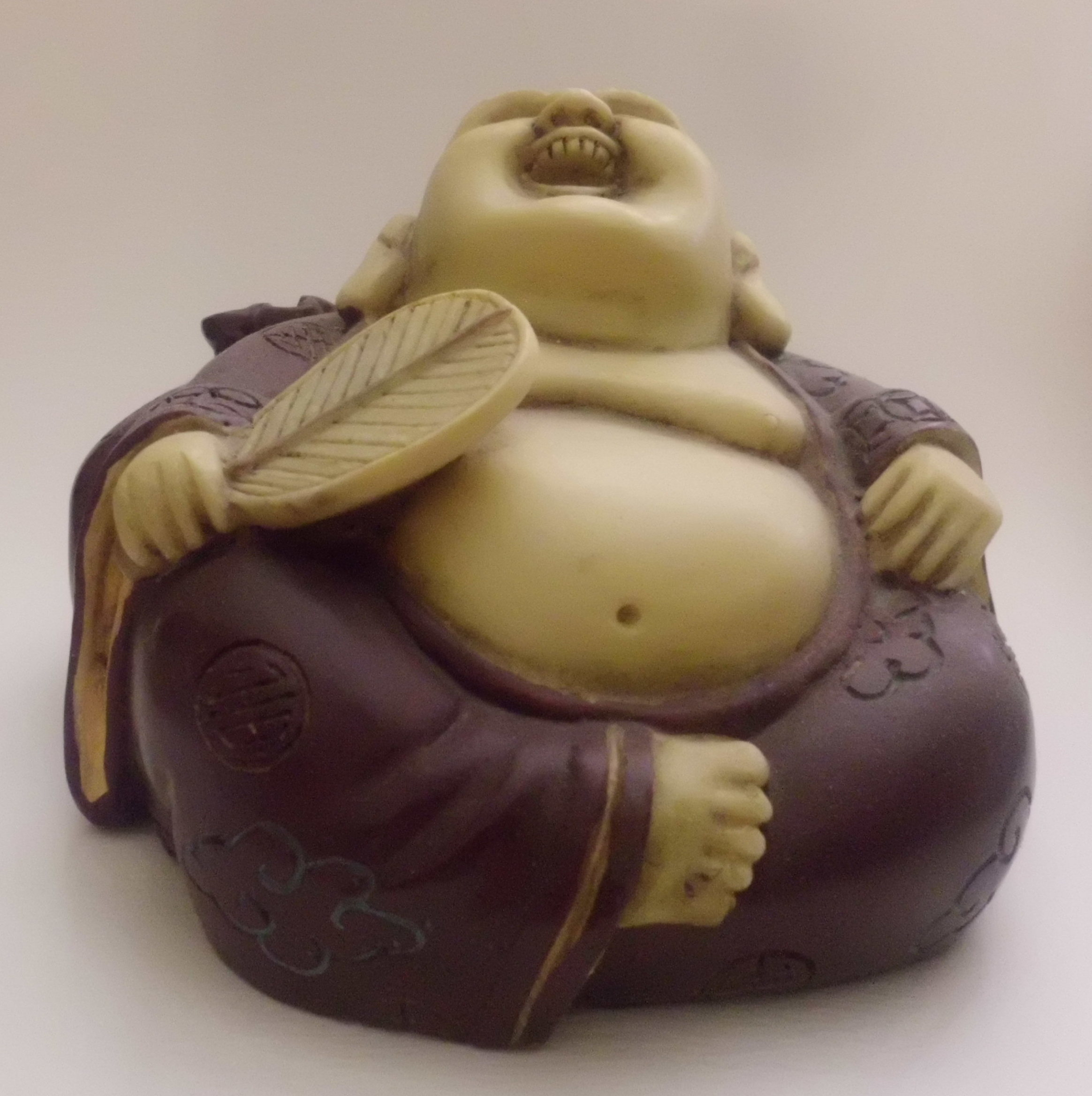
Hotei con un uchiwa en la mano derecha. Según la tradición, era utilizado por los nobles para mostrar a sus súbditos que sus peticiones iban a ser aprobadas. También se pensaba que aventaba las «malas vibraciones».

Hotei pasó la mayor parte de su vida en el monte Siming (chino simplificado: 四 明), no lejos de Fenghua (Zhejiang), adonde bajaba con frecuencia provisto de su saco.
Las mismas fuentes legendarias afirman que alcanzó el estado de «iluminación» (o al menos un cierto aire de «inocencia iluminada») un día de tormenta, mientras escuchaba el bramido de los truenos cobijado bajo un puente. Se asegura también que nunca sintió la necesidad de ganar discípulos ni de ser admirado como un «gran maestro»; que en vez de predicar en los templos –como era costumbre– recorría la zona con un enorme fardo de lino a la espalda (una especie de cornucopia que nunca se vaciaba), colgado del extremo de una vara o bastón, y un yapa mala de madera, siempre rodeado de niños. Si alguien sentía curiosidad por saber qué llevaba en el saco, respondía: «El mundo entero» (aunque originariamente se decía que lo iba llenando con todo lo que encontraba al paso, versiones zen posteriores hablan de la «bolsa vacía» de Budai).
Según Stephen Addiss, se cuenta que se le vio vagando por la zona después de muerto, adivinaba el tiempo, dormía sobre la nieve, nunca permitió que el agua rozase su cuerpo, comía carne y bebía vino, «más del que era bueno para él» (William Elliot Griffis).
Parece, además, que sus predicciones meteorológicas –consideradas infalibles por sus contemporáneos– contribuyeron a acrecentar su fama. Así, cuando se ponía «sandalias de agua», se esperaban lluvias. Por el contrario, cuando se le veía con «calzado de madera», todos sabían que llegaba el buen tiempo.
Tōkei Dōjin lo describe así:

La panza enorme, con la ropa abierta,
tesoros escondidos en el fondo del saco;
llegar al cielo requiere otro camino;
no busquen lo que apunta su dedo.

Su peculiar estilo de enseñar era la risa: si le preguntaban por Buda, reía; si alguien trataba de saber algo de las grandes cuestiones existenciales, reía…; de una manera contagiosa y mágica que hacía estremecer su abultada barriga hasta caer rodando por el suelo.
Una vez, mientras se divertía acompañado de un grupo de chiquillos, un joven le preguntó qué significaba el zen. Como única respuesta, Hotei dejó a un lado su saco. Cuando, pasado un rato, el muchacho volvió a preguntarle, el monje cargó de nuevo con él y siguió jugando con los niños. En otra ocasión, de paso por un pueblo, Hotei se sentó para meditar debajo de un árbol, con los ojos cerrados, sumamente tranquilo. Un aldeano que lo vio le preguntó extrañado: «¿No te ríes ahora?» Abrió entonces los ojos y le dijo: «Me estoy preparando». El campesino no entendió nada. «¿Qué significa que te estás preparando?» Hotei le respondió: «Tengo que prepararme para reír de nuevo. Por eso necesito descansar, tengo que viajar adentro de mi mundo, he de olvidarme de todo para volver a reír».
Uno de sus oscuros aforismos plantea lo siguiente:

¿Cómo puede distinguir la mente diez mil dharmas?
¿De qué sirve estudiar el sentido de los textos sagrados?
El sabio no quiere acumular conocimientos.
Solo él entiende el estado de no-aprendizaje.

Otro describe su personal vida errante:

Como de mi pobre cuenco el arroz de mil familias.
Solo, recorro diez mil caminos.
Son pocos los que me entienden.
Busco la luz entre las nubes blancas.

El maestro zen Hakuin Ekaku compuso una serie de pinturas sobre Hotei que representan su multiplicidad de facetas y la manera en que su filosofía personal las integra. Se le muestra meditando en zazen con su saco como cojín, refugiando a niños bajo un paraguas y entreteniendo a paseantes. En un motivo especialmente conocido, el maestro representa a Hotei fumando en pipa y exhalando de ella a Otafuku, una prostituta fea pero encantadora que encarna aquí la felicidad servicial del zen, en un reflejo irreverente de la tradición según la cual el gran budista Shantao exhaló a Amida, Kannon y Seishi con una oración.
Pero quien, sin duda, supo resolver las «incoherencias» entre su aspecto grotesco y sus ideas típicamente taoístas fue el pintor y calígrafo zen Fūgai Ekun (chino simplificado: 風外慧薰; 1568-1654).
De eso tratan estos cuatro poemas que aparecen en otros tantos retratos del maestro:

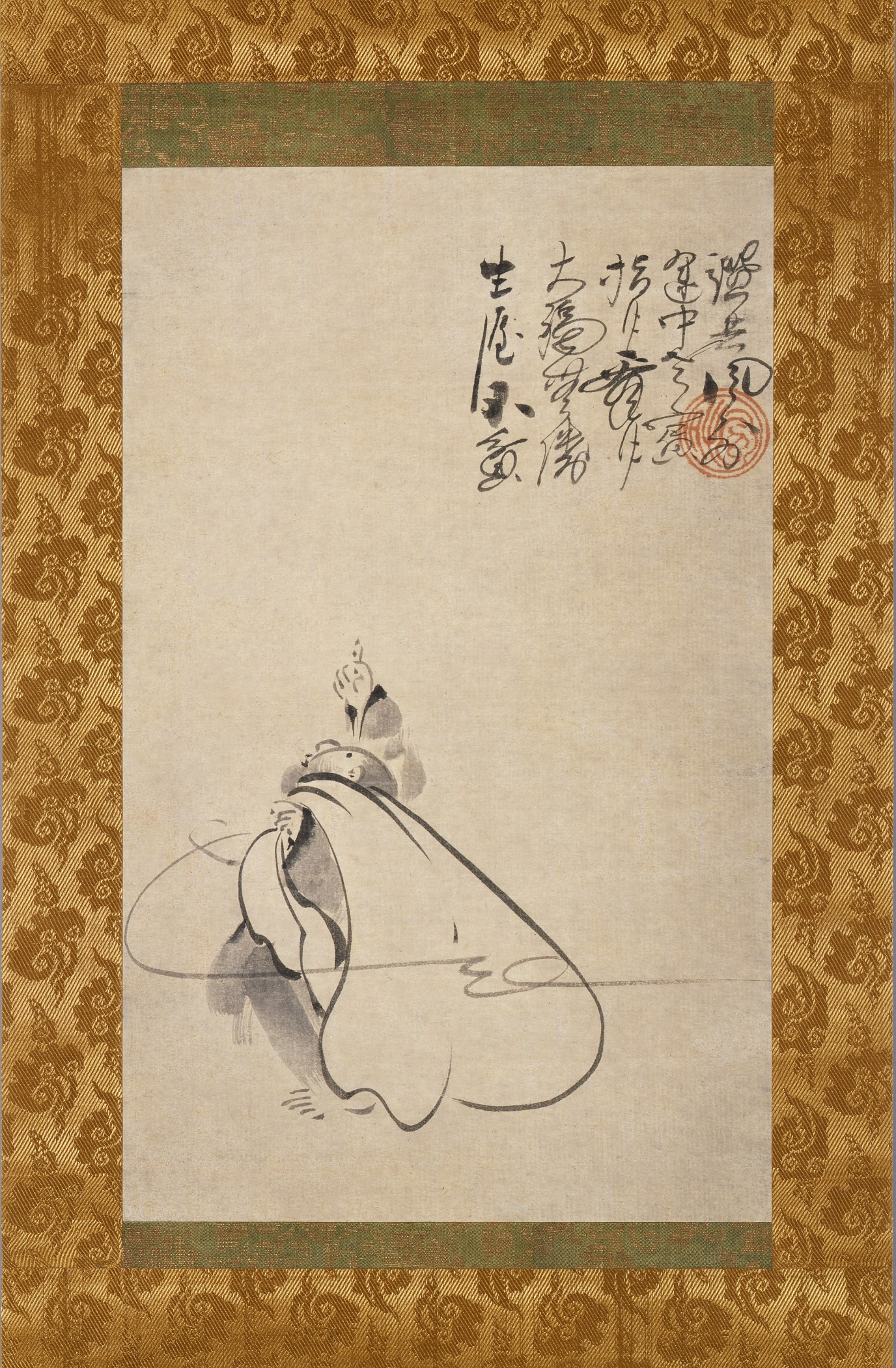
Fūgai Ekun. Hotei señalando a la luna. 39,7 x 24,4 cm. Museo de Arte del Condado de Los Ángeles.

Su existencia no es pobre,
tiene más posesiones de las que imaginamos.
Señalando a la luna, mirando a la luna,
el viejo huésped sigue su camino.

¿Qué luna es blanca?; ¿qué viento, alto?
Su vida es este canto pensativo.

¿Cómo puede reír tan feliz?
No lo comparen con nadie;
su [aparente] frivolidad no es mundana.
Su alegría procede de sí mismo.

¿Quién en el mundo puede hablar de él,
de su imponente cuerpo repleto de fortuna?
[…]

va solo por el camino.

## Representaciones

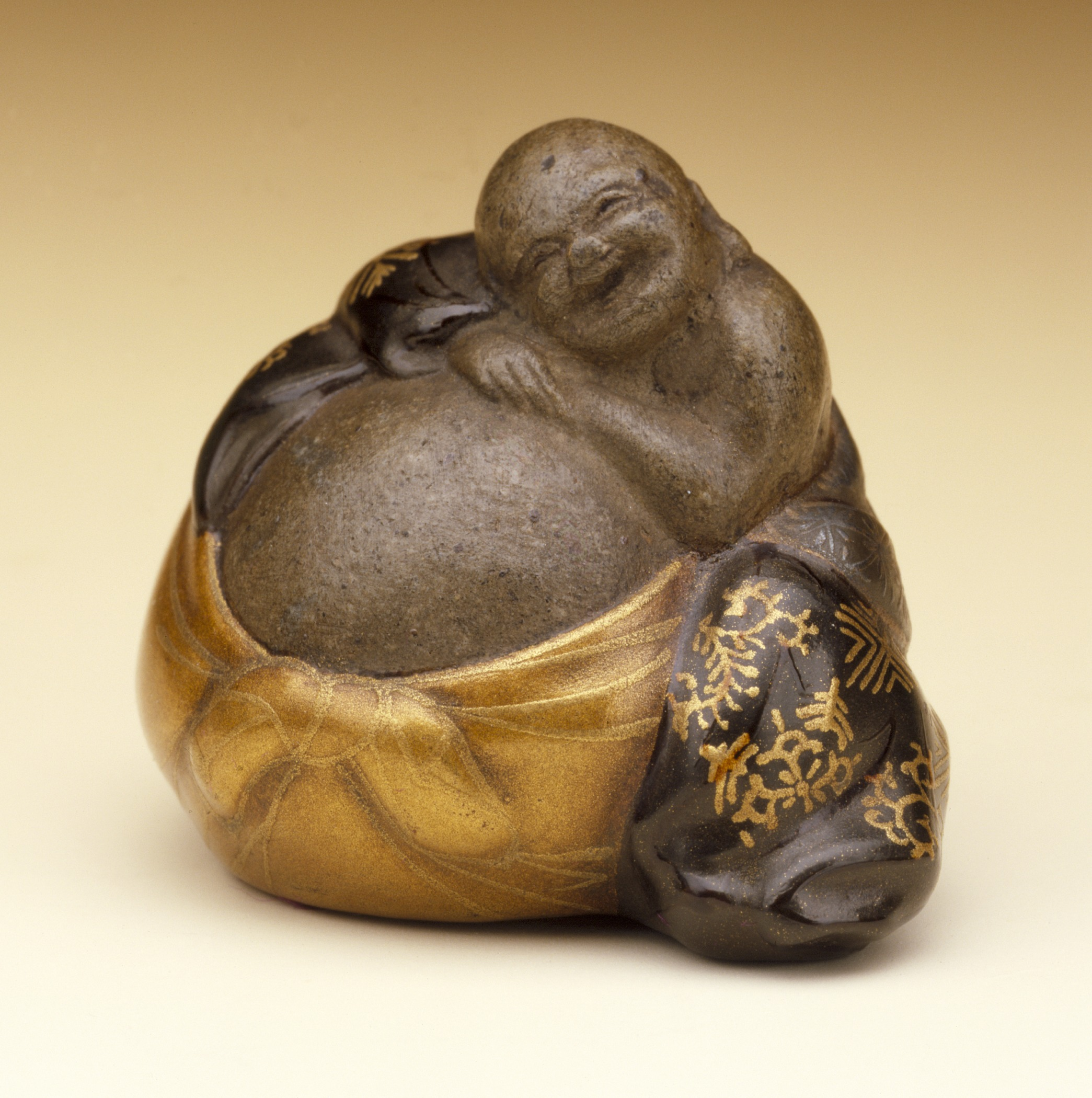
Pieza atribuida al ceramista japonés Toyosuke (c. 1788-1858). Hotei durmiendo sobre su saco lleno de tesoros. Gres decorado con oro y laca marrón, 3,8 x 2,8 x 2,8 cm. Museo de Arte del Condado de Los Ángeles.

Generalmente, se representa calvo, vestido con una amplia túnica de monje abierta hasta la cintura –lo que deja a la vista su exuberante panza, símbolo de dicha y felicidad a la vez que, según los patrones orientales, «ridícula manera de vestir rayana en lo indecente»–, sentado o dormitando sobre su inseparable saco de lona repleto de regalos para los más menesterosos (en obras posteriores, aparece bailando, caminando o señalando al cielo), portando –entre otros objetos– lingotes de oro con forma de barquito de papel, flores, monedas, vasijas o, en ocasiones, un tipo de abanico propio de Extremo Oriente, el denominado uchiwa (japonés: 団扇), que, según la tradición, era utilizado por los nobles para mostrar a sus súbditos que sus peticiones iban a ser aprobadas. Lleva también a veces el llamado ruyi o cetro ceremonial chino, considerado asimismo como un talismán que da a la persona que lo tiene poder y «buena fortuna». Ya en pinturas del periodo Edo (siglos XVII-XIX), aparece jugando con grupos de niños.
Según el poeta y ensayista Yves Bonnefoy, se conservan en el Museo Nacional de Nueva Delhi figuras de adultos con las panzas abultadas, desnudos, risueños, descansando sobre un saco…, datadas entre los siglos V y X, es decir, anteriores o muy anteriores en gran parte a la clásica imagen del «Buda gordo» o «Buda sonriente», identificada normalmente como del propio Hotei.
Existe incluso un «Buda» de aspecto siniestro y misterioso, que en nada se parece a sus otros retratos.
En un artículo de 1910, se cuenta que el shōgun Tokugawa Ieyasu (1543-1616) le preguntó una vez al monje budista Tenkai cuál era la mejor manera de fomentar el bienestar nacional y personal (la disertación silenciaría las «siete calamidades» y hablaría de los «siete tesoros»). Cuando quisieron saber cuáles eran estos, respondió: longevidad, riqueza, fama, pureza de corazón, amor reverencial, dignidad y magnanimidad. El sacerdote, además, completó la plática con cuadros en los que, entre otros, aparecía Putai como «dios de la magnanimidad». Muy complacido por tan sugestiva exposición, Ieyasu encargó a un artista de la escuela Kanō que pintase los «siete tesoros», lo que, pese a su apariencia intimidatoria, acrecentó enormemente el número de seguidores de Hotei entre el pueblo (desconcierta a los expertos que una imagen tan amenazadora del «Buda sonriente» animara a venerarlo aún más que antes).
En cuanto a sus autores, destacan los chinos Liang Kai (siglos XII-XIII) o Mugi Fuchang (c. 1210-1269) o los japoneses Mokuan Reien (m. 1345) u Ōgata Kōrin (c. 1657-1716).

### Otras

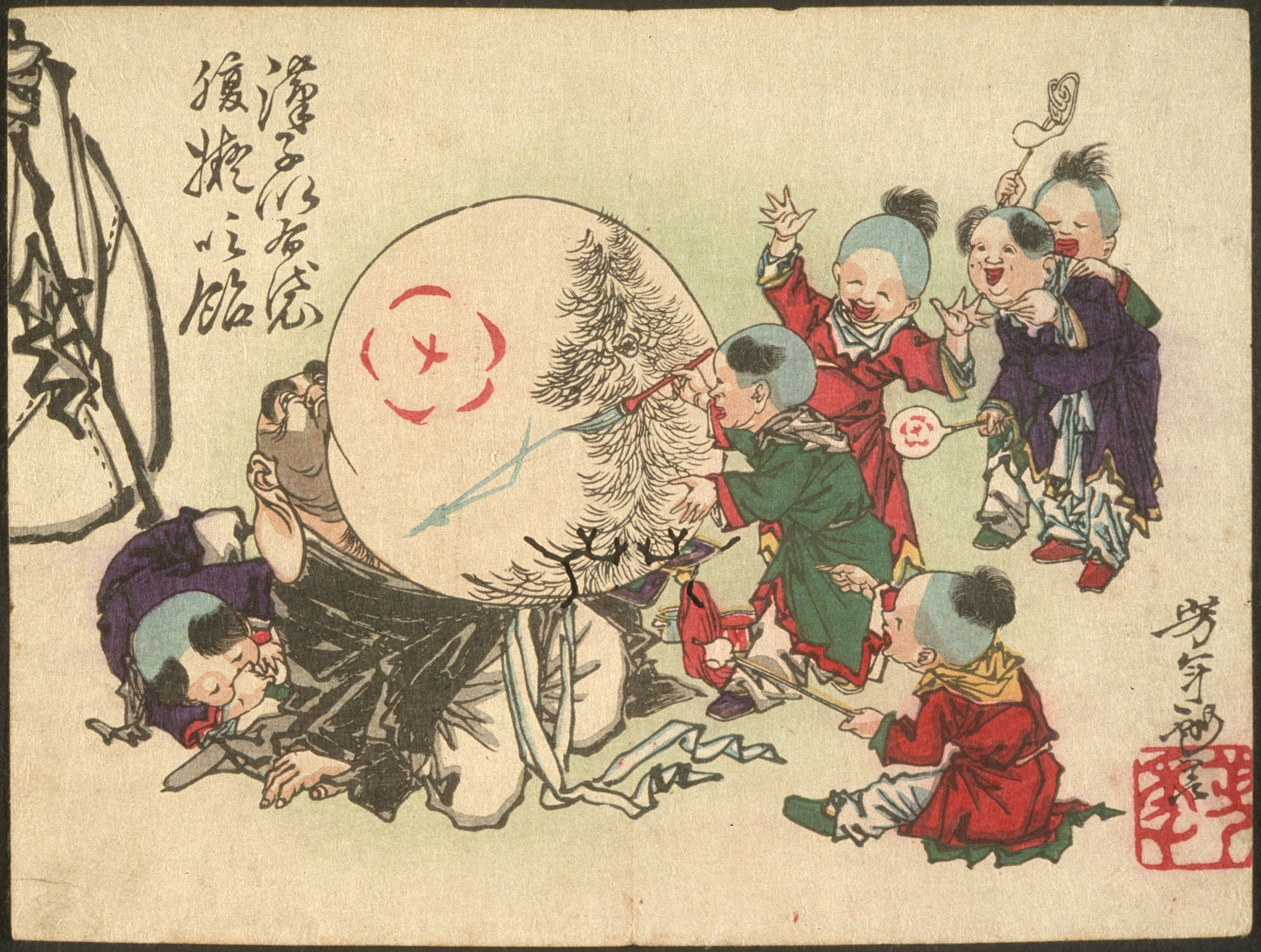
Tsukioka Yoshitoshi. Los niños que soplan la barriga de Hotei y la pintura que sabe a caramelo, 1882. 18 x 23,8 cm. Museo de Arte del Condado de Los Ángeles.

- Ashikaga Yoshimochi (1386-1428). Fukuoka Art Museum.
- Fūgai Ekun (1568-1650):
  - Hotei señalando a la luna. 126,6 x 33,6 cm. Museo de Arte del Condado de Los Ángeles.
  - Hotei vadeando una corriente. 157,16 x 42,54 cm. Museo de Arte del Condado de Los Ángeles.
- Hakuin Ekaku (1686-c. 1769).
- Hokusai (1760-1849).
- Hu Zhifu (siglos XIII-XIV). Nomura Art Museum.
- Kanō Masanobu (1434-1530). Col. John C. Weber, Nueva York.
- Kanō Shōsenin (1823-1880). Honolulu Museum of Art.
- Kanō Tanshin Morimichi (1785-1835). Museo de Bellas Artes (Boston).
- Kanō Tan'yū (1602-1674). Hotei jugando con niños.
- Katsukawa Shunshō (1726-1793). Fogg Art Museum.
- Kawanabe Kyōsai (c. 1837-1889). Museo de Bellas Artes (Boston).
- Kōun (1810-1858). 19,5 x 25,2 cm. Museo de Arte del Condado de Los Ángeles.
- Kubota Shunman (m. 1820). Mujer con los dioses de la fortuna Hotei y Ōkami. 12,9 x 18,1 cm. Rijksmuseum.
- Suzuki Harunobu (c. 1725-1770). Honolulu Museum of Art.
- Torii Kiyomitsu (1735-1785). Museo de Victoria y Alberto.
- Totoya Hokkei (1790-1850). Hotei mira a dos niños bailando. 19,4 x 17,9 cm. Rijksmuseum.
- Tsukioka Yoshitoshi (1839-1892). Los niños que soplan la barriga de Hotei y la pintura que sabe a caramelo.
18 x 23,8 cm. Museo de Arte del Condado de Los Ángeles.
- Utagawa Kuniyoshi (1798-1861). Siete dioses de la fortuna [tríptico].
- Wang Zhen (1867-1938). Budai bajo un pino con tres ramas. 18 x 23,8 cm. Museo Rietberg.
- Yintuoluo (siglo XIV). Andanzas del maestro zen Hotei. 35,6 x 48,5 cm. Nezu Museum.

## Creencias sobre sus poderes
Se suelen encontrar con relativa frecuencia estatuas de Hotei en las entradas (a modo de centinelas) de los templos budistas de China y el Sudeste Asiático, especialmente Tailandia, donde se le confunde a veces con Phra Sangkadchai o Sangkachai (tailandés: พระสังกัจจายน์), un monje de la época de Buda a quien este elogiaba por su manera sencilla de explicar a la gente los intrincados caminos del dharma.
Cabe destacar en este aspecto que la costumbre de frotar el vientre de Hotei para atraer la «buena suerte» –si bien constituye una práctica popular muy arraigada– no forma estrictamente parte de los cánones budistas.
Se identifica también con la última de las denominadas «diez imágenes del pastoreo del buey», en la que aparece como un viejo maestro dedicado a viajar por los mercados a fin de que todos encuentren la «iluminación».
Para el feng shui, Hotei representa la abundancia, la longevidad y la riqueza, relacionado muy estrechamente con el amor a los niños, así como a los pobres e indefensos. Según sus particulares posturas (sentado: equilibrio y tranquilidad; de pie: riqueza y felicidad…) y atributos, simboliza –entre otros muchos– los siguientes conceptos:
- Felicidad. Saco a la espalda y bola en la mano derecha (sentado).
- Salud. Sombrilla (sentado).
- Fortuna (dinero). Lingote de oro sostenido con ambas manos alzadas sobre la cabeza (de pie).
- Suerte. Bola en la mano izquierda alzada y lingote de oro en la derecha (sentado).
- Esperanza (deseos). Saco a la espalda, colgado del extremo de un bastón y abanico en la mano izquierda (de pie).
- Protección (viajes). Saco a la espalda, colgado del extremo de un bastón y lingote de oro en la mano izquierda (de pie).

Existen numerosas variantes.
|            |        |                   |         |                     |                      |
| Felicidad. | Salud. | Fortuna (dinero). | Suerte. | Esperanza (deseos). | Protección (viajes). |

## El futuro Buda histórico
Como ya se ha mencionado, tal vez uno de los factores que más decididamente pudieron contribuir a identificar a Hotei (Budai) con el sucesor de Buda fuese la simple coincidencia en la pronunciación de ambos vocablos.
Pero había más. Para un budista chino de la dinastía Liang, el Buda Maitreya tenía que ser, sobre todo, «benevolente» (sánscrito: मैत्री; maitrī). Huelga decir que la enorme panza del monje era la representación más inmediata de su «gran corazón», es decir, de su benevolencia, lo que, además, lo hacía inofensivo para el clero y el Estado de la época.
Asimismo, parece que en el justo momento de su muerte, dejó escrito este extraño proverbio:

彌勒真彌勒
化身千百億
時時示世人
時人自不識
Maitreya, el verdadero Maitreya
se ha reencarnado miles de millones de veces.
A menudo, se muestra a la gente en ese instante;
otras, no lo reconocen.

Evidentemente, muchos quisieron inferir de estas palabras la confirmación definitiva de que, efectivamente, Hotei había sido el sucesor de Sidarta Gautama, por lo que, pese a las severas prohibiciones estatales al respecto (ya en el 732, Xuanzong condenó a los que afirmaban que Maitreya había «nacido» en China), era innecesario seguir esperando.
Otros, como Xiyan Liaohui (1198-1262), se preguntaban:

El saco de Budai está medio arrugado y la vara tirada en el suelo;
con la mano señala al vacío, vacío.
Si no es Buda,
¿quién es? ¡Más, más, más!

O el también poeta Gesshū Sōko (1618-1696):

Su dedo apunta a la luna,
pero el dedo no es la luna.
Si quieren conocer su corazón,
como la luna en el cielo.
En el cielo está Maitreya;
en la tierra está Hotei.
Permítanme preguntarles:
¿Son iguales o distintos?

Sea como fuese, cabe destacar que aun antes de Hotei (coincidiendo con periodos de división y debilitamiento del Estado) no pocos creyentes vieron, primero en la emperatriz Wu Zetian (de acuerdo con un catálogo chino del siglo VIII, apareció ya en el I cierta traducción de un sutra titulado La transformación de Miluo en cuerpo de mujer) y el maestro Yunmen Wenyan (c. 864-949), más tarde, otras tantas «encarnaciones» del próximo Buda (otros investigadores subrayan que todos los monjes eran «maitreya[s]» en el sentido de «iluminados»).

## Hotei en la cultura de Occidente

### Literatura
El hombre gordo
De entre los matorrales de la otra orilla, cuatro hombres desnudos avanzaron a grandes zancadas llevando sobre sus hombros una camilla de madera. Iba sentado en ella, según la moda oriental, un hombre monstruosamente gordo.

Pese a lo estrecho del camino, no apartó en ningún momento las ramas espinosas, dejando simplemente que su cuerpo inmóvil las rebasara. Sus dobleces de grasa parecían tan estratégicamente colocadas que aunque cubrían por completo las andas, e incluso colgaban por debajo como el dobladillo de una alfombra amarillenta, no le impedían el paso. Su cabeza calva era pequeña y brillante. Su rostro tenía la expresión ingenua de un hombre tranquilo que no hace esfuerzos por ocultarlo. De vez en cuando, cerraba los ojos; al abrirlos de nuevo, su barbilla temblaba.

Kafka, Franz (1958). Description of a Struggle.

Directamente de Chula
¿Qué tan gordo era yo? Tan gordo, decía mamá, que "yo solía tener que separarle la piel para limpiarlo entre los gorditos rollizos".
Otros miembros de la familia no tardaban en hacer comentarios, en reír y menear sus cabezas, como si todavía no pudieran creer lo gordo que era yo. Lo siguiente que supe era que alguien sacaba mis fotos de bebé para demostrarlo.

Y esta es la verdad: yo me veía realmente como uno de esos perros shar pei. O como un Buda mexicano.

López, Mario; Santagati, Steve (2014). Entre nosotros. Penguin. ISBN 978-0698182295.

### Mitos comparados
Diferentes autores han descrito algunas semejanzas entre el «Buda gordo» o «Buda sonriente» y, al menos, los siguientes personajes:
- Fraile Tuck,
- Papá Noel,
- San Cristóbal.[24]